# Родерн
Роде́рн (фр. Rodern) — небольшая деревня и коммуна на северо-востоке Франции в регионе Гранд-Эст (бывший Эльзас — Шампань — Арденны — Лотарингия), департамент Верхний Рейн, округ Кольмар — Рибовилле, кантон Сент-Мари-о-Мин. До марта 2015 года коммуна административно входила в состав упразднённого кантона Рибовилле (округ Рибовилле).

## Географическое положение

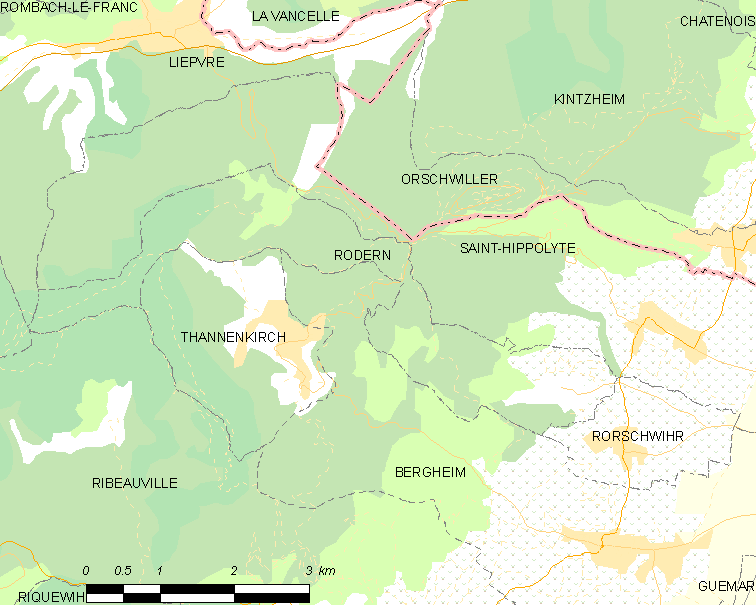
На карте

Родерн — небольшая деревня, расположенная немного позади винной дороги Эльзаса. Родерн расположен в 2 км от Сен-Ипполит и Роршвира и в 1,5 км от Бергхайма. Код INSEE коммуны 68280.
Площадь коммуны — 7,05 км², население — 325 человек (2006) с тенденцией к росту: 334 человека (2012), плотность населения — 47,4 чел/км².

## Население
Численность населения коммуны в 2011 году составляла 332 человека, а в 2012 году — 334 человека.
| 1962 | 1968 | 1975 | 1982 | 1990 | 1999 | 2006 | 2008 | 2011 | 2012 |
| ---- | ---- | ---- | ---- | ---- | ---- | ---- | ---- | ---- | ---- |
| 277  | 279  | 264  | 264  | 266  | 313  | 325  | 328  | 332  | 334  |

Динамика населения:

## Экономика
Основу экономики составляет виноградарство. Родерн известен своим белым вином гран-крю Gloeckelberg и красным Пино-нуар.
В 2007 году среди 203 человек в трудоспособном возрасте (15-64 лет) 162 были экономически активными, 41 — неактивными (показатель активности — 79,8 %, в 1999 году было 77,0 %). Из 162 активных работал 151 человек (80 мужчин и 71 женщина), безработных было 11 (4 мужчины и 7 женщин). Среди 41 неактивных 16 человек были учениками или студентами, 15 — пенсионерами, 10 были неактивными по другим причинам.
В 2010 году из 205 человек трудоспособного возраста (от 15 до 64 лет) 164 были экономически активными, 41 — неактивными (показатель активности 80,0 %, в 1999 году — 77,0 %). Из 164 активных трудоспособных жителей работали 153 человека (81 мужчина и 72 женщины), 11 числились безработными (4 мужчины и 7 женщин). Среди 41 трудоспособных неактивных граждан 16 были учениками либо студентами, 15 — пенсионерами, а ещё 10 — были неактивны в силу других причин.
На протяжении 2011 года в коммуне числилось 143 облагаемых налогом домохозяйства, в которых проживало 328 человек. При этом медиана доходов составила 22267 евро на одного налогоплательщика.

## Достопримечательности (фотогалерея)
- Церковь Сен-Жорж. Восстановлена в 1755 году. Церковь имеет прямоугольную башню в готическом стиле
- Надгробный камень на могиле маршала Ганса Дича, прево Родерна
- Памятник жителям деревни, погибшим в Первой и Второй мировых войнах, и грот Нотр-Дам-де-Лурд

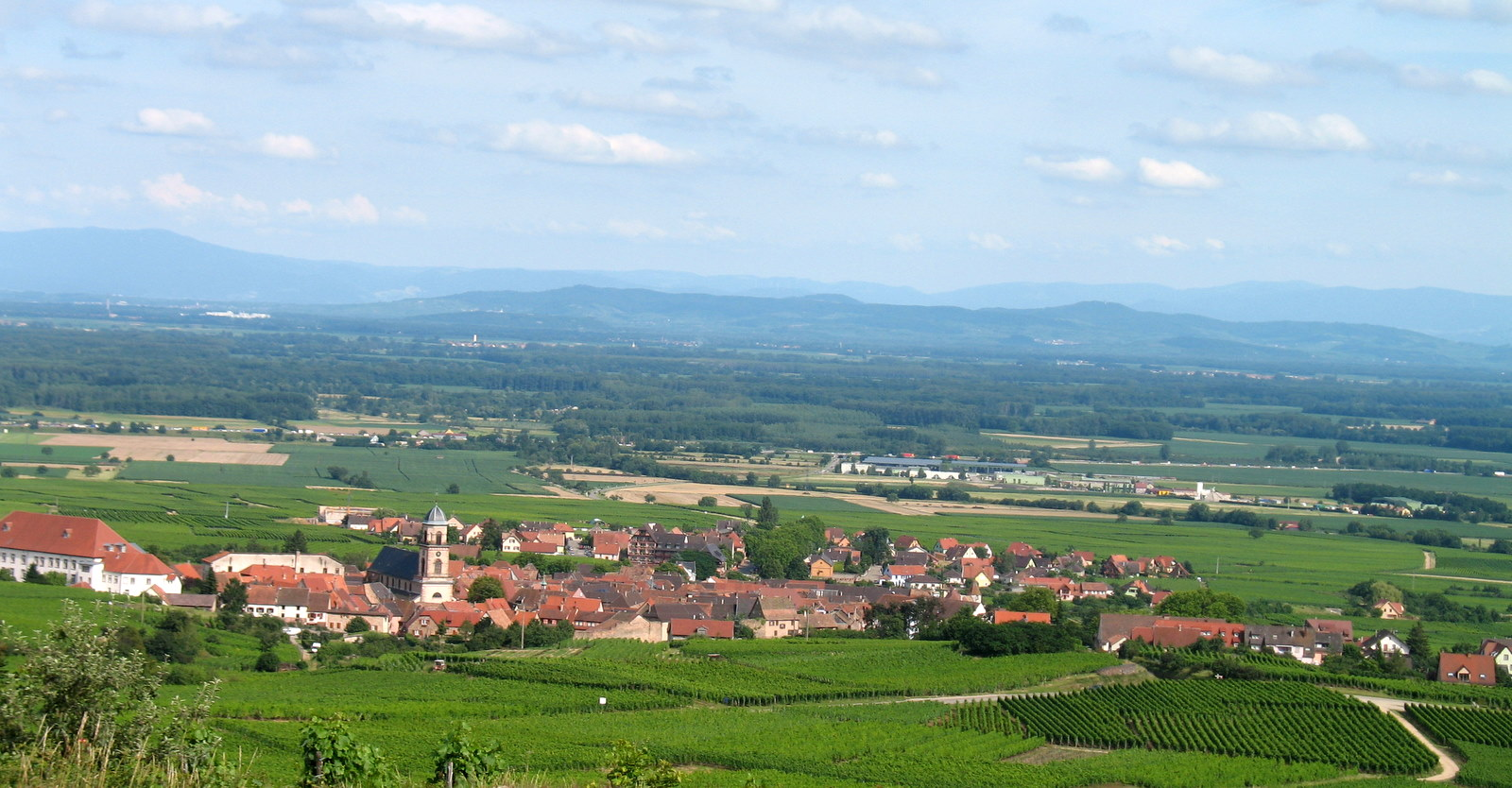
Вид на Родерн
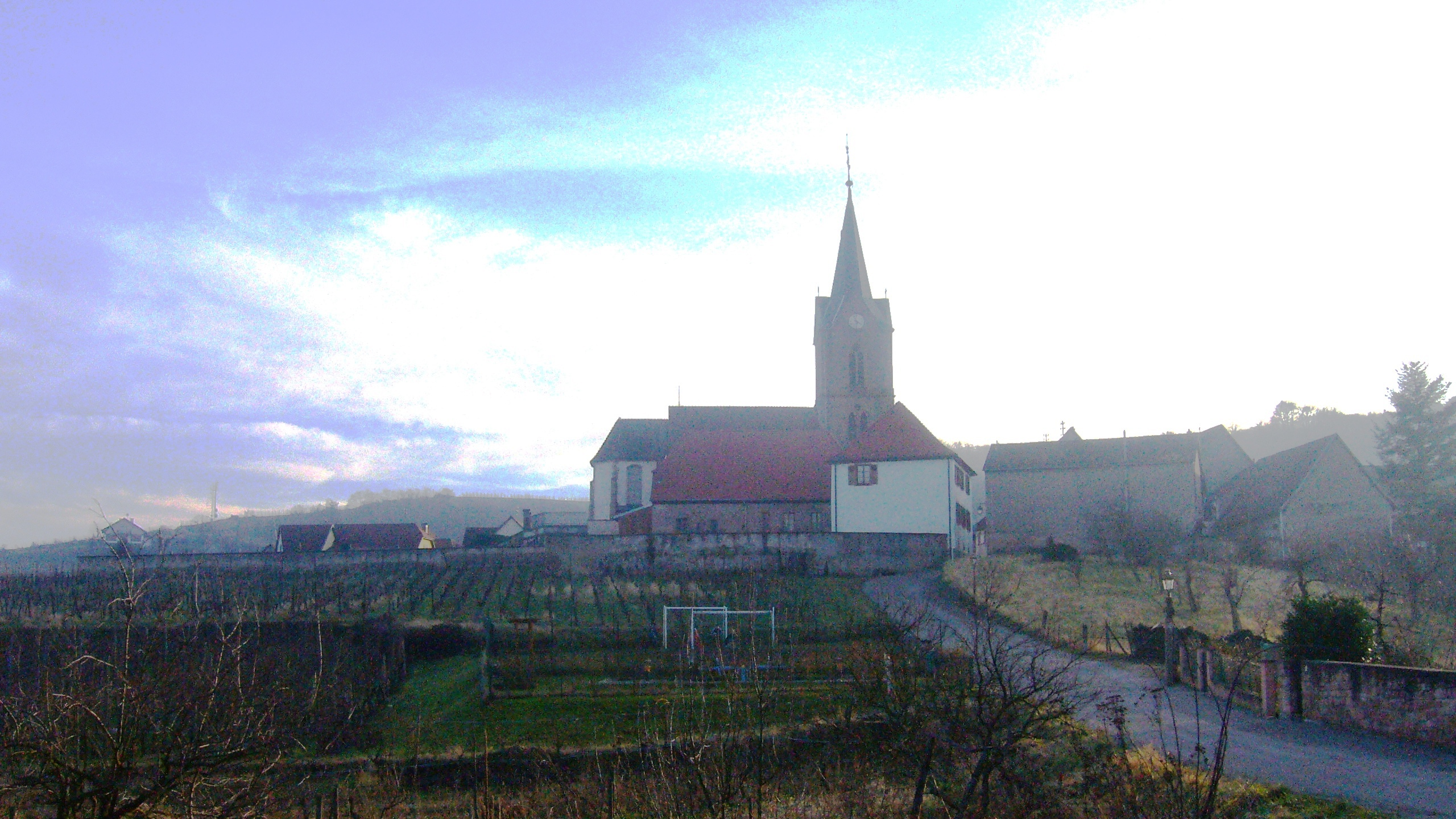
Вид на церковь Сен-Жорж
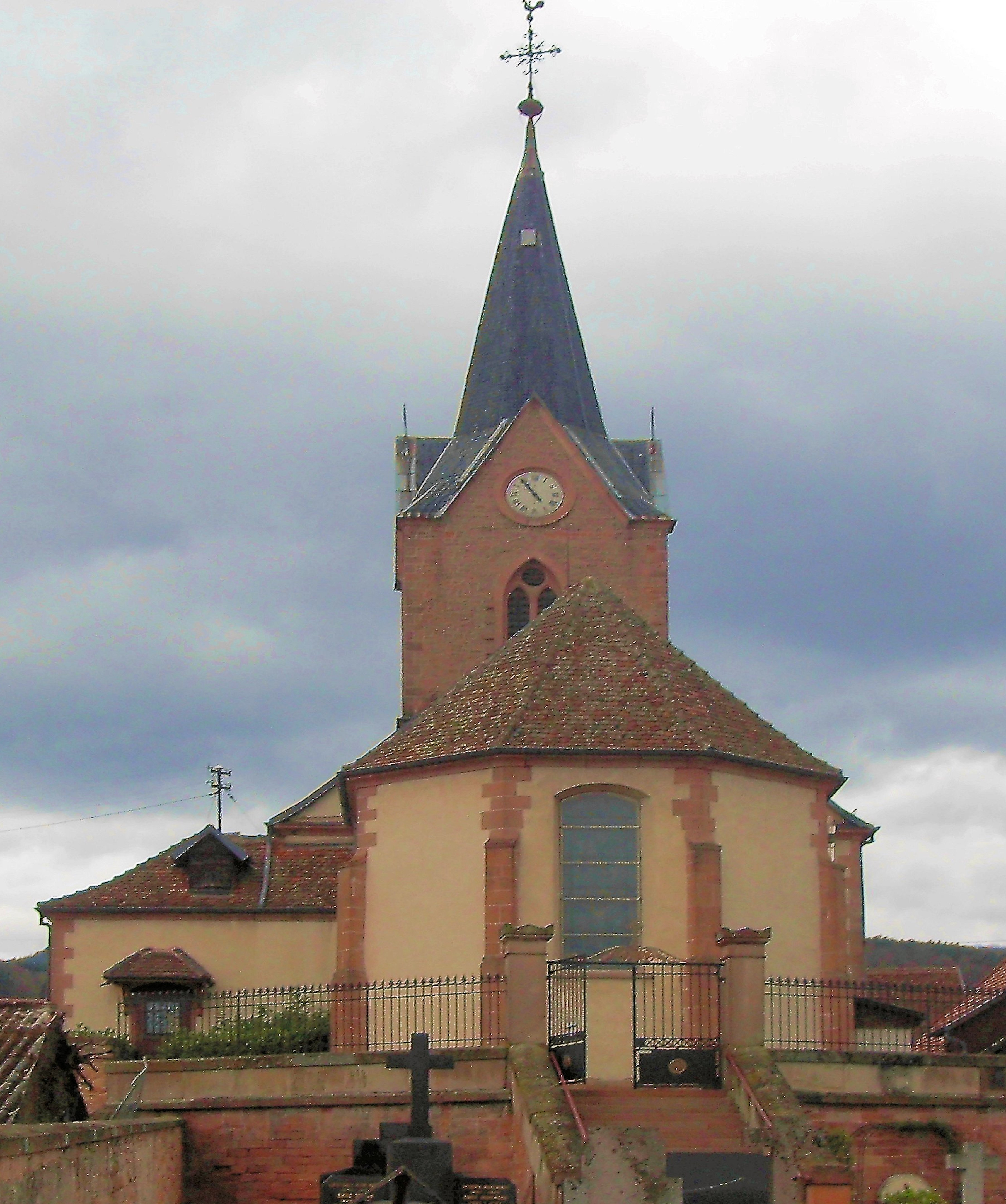
Церковь Сен-Жорж
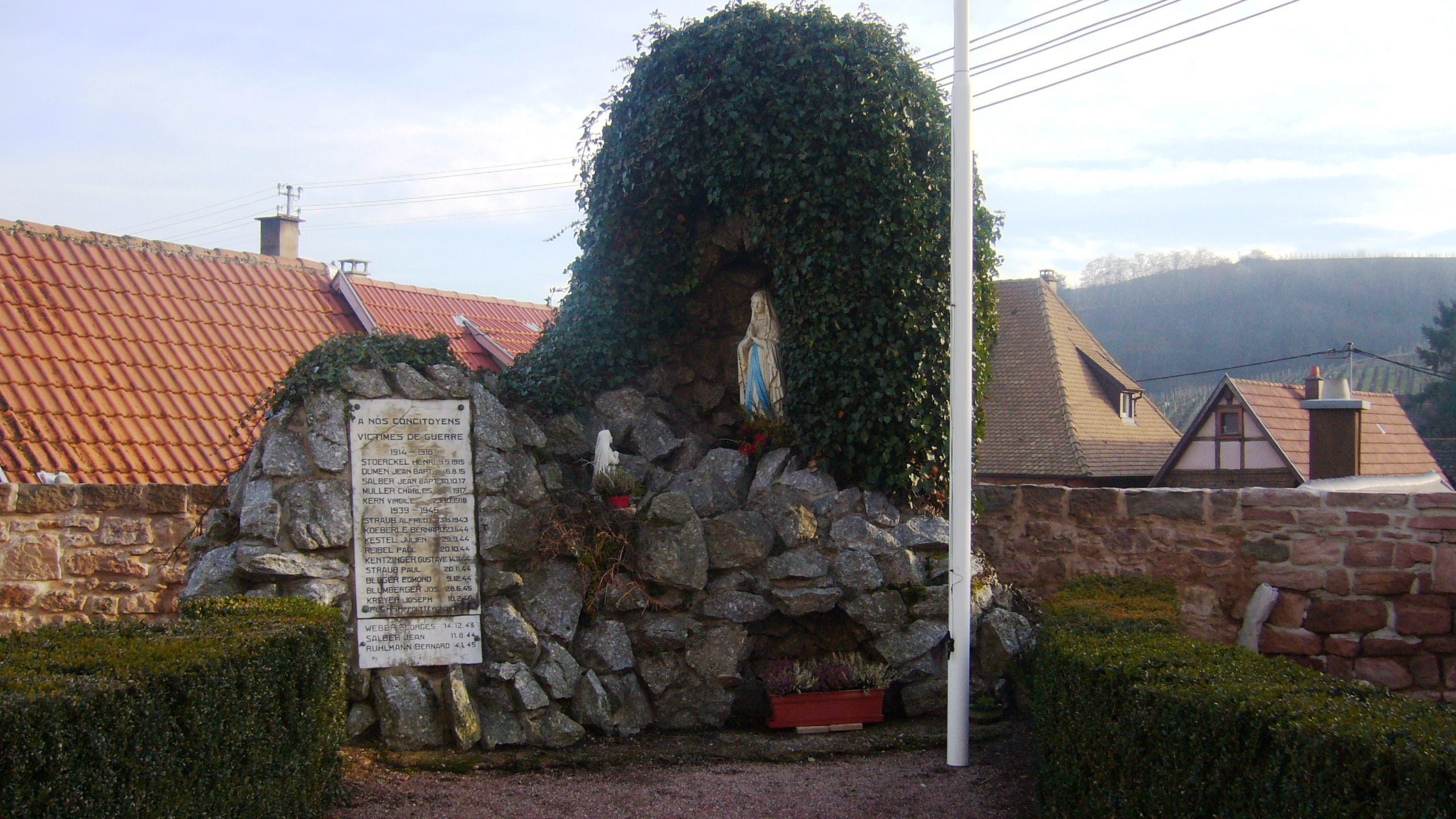
Памятник и грот Нотр-Дам-де-Лурд
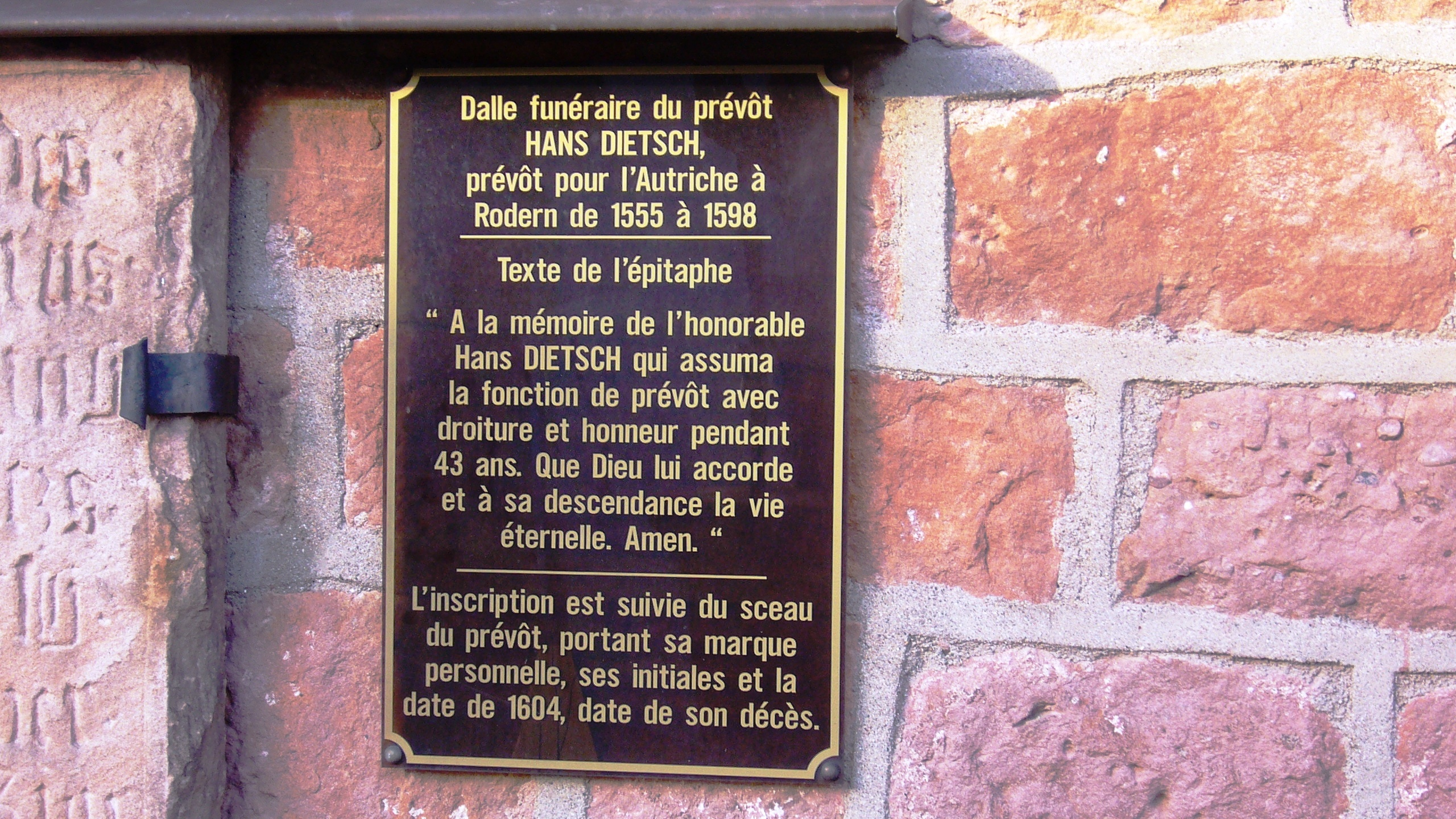
Мемориальная доска
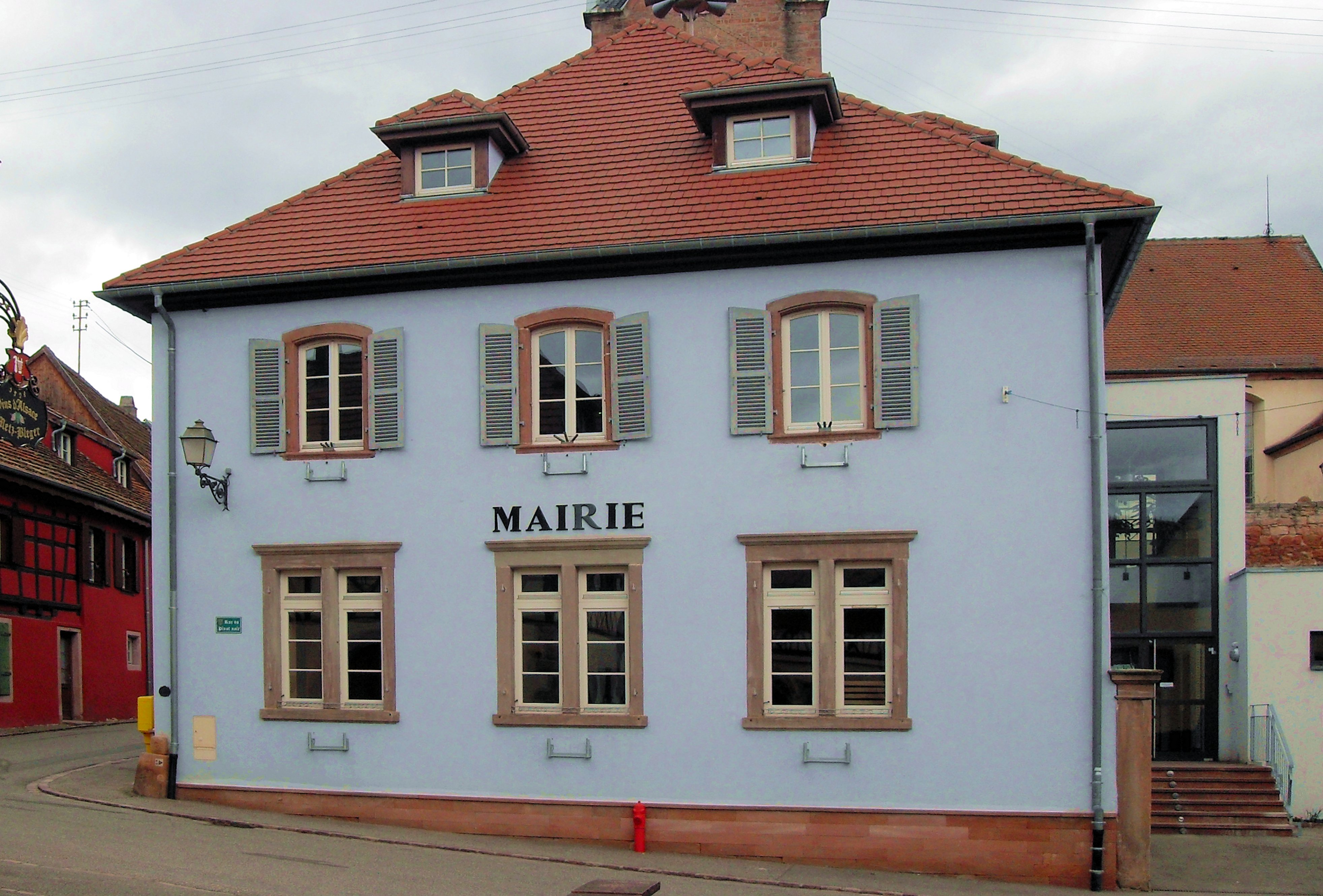
Здание мэрии